# Cene Prevc
Cene Prevc (Kranj, 12 maart 1996) is een Sloveense schansspringer. Hij is de jongere broer van schansspringer Peter Prevc en de oudere broer van schansspringer Domen Prevc. 